# Catubig
Catubig is een gemeente in de Filipijnse provincie Northern Samar op het eiland Samar. Bij de laatste census in 2007 had de gemeente ruim 29 duizend inwoners.

## Geografie

### Bestuurlijke indeling
Catubig is onderverdeeld in de volgende 47 barangays:
| - Anongo - Barangay 1 - Barangay 2 - Barangay 3 - Barangay 4 - Barangay 5 - Barangay 6 - Barangay 7 - Barangay 8 - Bonifacio - Boring - Cagbugna - Cagmanaba - Cagogobngan - Calingnan - Canuctan | - Claro M. Recto - D. Mercader - Guibwangan - Hinagonoyan - Hiparayan - Hitapi-an - Inoburan - Irawahan - Lenoyahan - Libon - Magongon - Magtuad - Manering - Nabulo - Nagoocan - Nahulid | - Opong - Osang - Osmeña - P. Rebadulla - Roxas - Sagudsuron - San Antonio - San Francisco - San Jose - San Vicente - Santa Fe - Sulitan - Tangbo - Tungodnon - Vienna Maria |

## Demografie
Catubig had bij de census van 2007 een inwoneraantal van 29.433 mensen. Dit zijn 2.516 mensen (9,3%) meer dan bij de vorige census van 2000. De gemiddelde jaarlijkse groei komt daarmee uit op 1,24%, hetgeen lager is dan het landelijk jaarlijks gemiddelde over deze periode (2,04%). Vergeleken met de census van 1995 is het aantal mensen met 4.243 (16,8%) toegenomen.

De bevolkingsdichtheid van Catubig was ten tijde van de laatste census, met 29.433 inwoners op 214,99 km², 136,9 mensen per km².